# Industry Hills Expo Center
El Industry Hills Expo Center es un estadio de usos múltiples en Industry, California. Construido en 1981, tiene capacidad para más de 5.000 espectadores. 
Es el campo de Los Angeles Lynx, que juegan en la National Indoor Football League.
Es uno de los estadios para uno de los mayores eventos de motociclismo speedway en los Estados Unidos.